# Deilagaon chrysolepidis
Deilagaon chrysolepidis är en stekelart som beskrevs av Wiebes 1977. Deilagaon chrysolepidis ingår i släktet Deilagaon och familjen fikonsteklar.
Artens utbredningsområde är:
- Papua Nya Guinea.
- Filippinerna.

Inga underarter finns listade i Catalogue of Life.